# 9 жовтня
9 жовтня — 282-й день року (283-й у високосні роки) у григоріанському календарі. До кінця року залишається 83 дні.

## Свята і пам'ятні дні

### Міжнародні
- Всесвітній день пошти
- Міжнародний день боротьби за ліквідацію наслідків стихійного лиха.

### Національні
- Уганда: Національне свято Республіки Уганда. День Незалежності (1962)
- Південна Корея: День хангилю

### Релігійні
- День вшанування Діонісія Паризького (Сен-Дені).
- Авраам
- Джон Генрі Ньюмен (католицтво)
- Вінцентій Кадлубек (католицтво)

Православ'я:
- Апостола Якова Алфеєва.
- Прпп. Андроника та дружини його Афанасії.
- Праведного Авраама, праотця, і племінника його Лота.
- Мчч. Євентія (Ювентина) і Максима.
- Мц. Поплії, сповідниці, диякониси Антіохійської.
- Прп. Петра Галатійського

#### Іменини
Православні: Яків, Максим, Петро.

Католицькі: Вінцент, Діонісій, Людвик.

## Події
- Малюнок 1759 р., який зображує нині неіснуючий кафедральний собор міста Берестя1596 — церковний собор у Бересті затвердив Берестейську унію, чим заснував Українську греко-католицьку церкву
- 1621 — у Хотині після війни підписано мирний договір між Річчю Посполитою і Османською імперією, за яким Річ Посполита закріпила свою перемогу над Туреччиною і на півстоліття уберегла Європу від османських нападів
- 1655 — перемога гетьмана Богдана Хмельницького над військом Речі Посполитої у битві під Городком коло Львова
- 1779 — перші бунти проти введення устаткування для прядіння бавовни, починаються в Манчестері
- 1789 — у Королівстві Франція заборонені тортури
- 1780 — у Королівстві Пруссія скасовано особисту залежність селян від поміщиків
- 1874 — створення Всесвітнього поштового союзу. Цього дня починаючи з 1957 року відзначається Всесвітній день пошти
- 1918 — обрання Фрідріха Карла Гессенського королем Фінляндії
- 1920 — польські частини під командуванням генерала Л. Желіговського зайняли Вільнюс
- 1928 — у Львові засновано греко-католицьку Богословську академію
- 1944 — вийшов указ НКВС/НКДБ «Про заходи із посилення боротьби з оунівським підпіллям і ліквідації озброєних банд ОУН у західних областях України»
- 1948 — Втеча з СРСР Пирогова і Барсова;
- 1963 — в повітря вперше піднявся гвинтокрил Мі-8
- 1968 — почався великий судовий процес над тими, хто 25 серпня 1968 р. вийшов на Красну площу в Москві з лозунгами: «Руки геть від ЧССР!», протестуючи проти радянської окупації Чехословацької Соціалістичної Республіки
- 1975 — академіку Андрію Сахарову присуджена Нобелівська премія миру
- 1989 — в СРСР визнано право працівників на страйк

## Народились
Дивись також Категорія:Народились 9 жовтня
- 1201 — Робер де Сорбон, французький богослов, засновник Сорбонни.
- 1261 — Дініш, король Португалії.
- 1813 — Микола Станкевич, філософ, письменник, поет українського походження.
- 1835 — Каміль Сен-Санс, французький композитор.
- 1874 — Микола Реріх, художник.
- 1879 — Макс фон Лауе, німецький фізик.
- 1886 — Іванна Блажкевич, українська письменниця.
- 1892 — Іво Андрич, боснійський письменник.
- 1892 — Михайло Кравчук, визначний український математик, розробник української алгебраїчної і геометричної термінології.
- 1900 — Елмер Сноуден, американський музикант.
- 1904 — Микола Бажан, український письменник.
- 1908 — Швядас Йонас, литовський композитор.
- 1908 — Жак Таті, французький кінорежисер.
- 1940 — Джон Леннон, британський музикант.
- 1943 — Михайло Туш, український політик і поет
- 1951 — Раїса Харитонова, українська поетеса і прозаїк
- 1963 — Павло Вольвач, український прозаїк і поет
- 1970 — Антоніна Филонич, українська поетеса
- 1975 — Андрій Водичев, український актор.

## Померли
Дивись також Категорія:Померли 9 жовтня
- 1469 — Філіппо Ліппі, флорентійський художник.
- 1537 — Ганс Кранах, німецький художник.
- 1597 — Асікаґа Йосіакі, японський військовик.
- 1807 — Михайло Херасков, український і російський письменник.
- 1841 — Карл Фрідріх Шинкель, німецький художник.
- 1857 — Рессель Йозеф, австрійський винахідник.
- 1904 — Віктор Бродзький, польський скульптор, родом з Волині.
- 1918 — Карабацек Йозеф, австрійський сходознавець.
- 1934 — Олександр І, югославський король.
- 1943 — Пітер Зееман, нідерландський фізик.
- 1957 — Караш Морріс-Селіґ, американський хімік українського походження.
- 1967 — Че Гевара, латиноамериканський революціонер та партизан-підпільник.
- 1974 — Оскар Шиндлер, німецький промисловець, який врятував майже 1200 євреїв під час Голокосту.
- 1984 — Мішо Анрі, французький поет.
- 2001 — Рос Герберт, американський режисер.
- 2005 — Читті Серджо, італійський режисер.
- 2007 — Анатолій Погрібний, український літературознавець, письменник, критик і публіцист, громадський діяч.
- 2016 — Анджей Вайда, польський кінорежисер.
- 2023 — Ентоні Гікокс, англійський кінорежисер, сценарист та продюсер.